# Accidente de Short 360 en Marsa Brega de 2000
El accidente de Short 360 en Marsa Brega de 2000 tuvo lugar el 13 de enero de 2000 cuando un Short 360 con registro suizo completamente lleno, alquilado por Avisto intentó un amerizaje sobre el mar en Marsa Brega en Libia. 
El vuelo fue contratado por Sirte Oil Company para el transporte a sus pozos petrolíferos desde la ciudad. Transportaba a 41 personas (38 pasajeros y tres tripulantes). La mayoría de pasajeros fueron extranjeros. Como ambos motores fallaron en vuelo, la tripulación optó por amerizar. 21 personas murieron en el accidente.  La investigación oficial del accidente concluyó que el dispositivo antihielo no había sido conectado. El avión voló en condiciones meteorológicas adversas que provocaron condiciones de engelamiento en vuelo. El hielo se derritió e inundó el motor, lo que provocó que ambos motores fallaran. La Dirección de Aviación Civil de Libia también reprendió a los pilotos por mantener una conversación no relacionada con el vuelo.

## Vuelo
El avión despegó del aeropuerto internacional de Trípoli a las 09:29 UTC con dos pilotos, un tripulante de cabina y treinta y ocho pasajeros rumbo a Marsa Brega, una ciudad conocida por su refinería de petróleo. La aeronave fue alquilada por Avisto Air Service, una empresa con sede en Zúrich, Suiza, que estaba centrada en el mantenimiento y reparación de aviones, a Sirte Oil Company. La tripulación había notificado un desequilibrio de combustible, efectuando una entrada en el registro del avión y pasando combustible de un depósito al otro antes del vuelo. El avión inició su descenso a las 11:25 UTC. A las 11:36 UTC el motor izquierdo perdió potencia. El capitán entonces le dijo al primer oficial: «Tenemos un fallo de motor». El primer oficial entonces indicó que la presión de aceite estaba cayendo. El capitán ordenó entonces replegar el tren de aterrizaje y subir los flaps, preguntando entonces al primer oficial si podía confirmar que sólo se trataba de un fallo de motor. Más tarde ordenó apagar el motor:
- 11:36:58 Capitán: «Tenemos un fallo de motor»
- 11:37:00 Primer oficial: «No estás bromeando»
- 11:37:01 Primer oficial: «Presión de aceite bajando»
- 11:37:03 Capitán: «Potencia»
- 11:37:04 Primer oficial: «OK»
- 11:37:05 Capitán: «Ok, potencia en el motor derecho»
- 11:37:11 Primer oficial: «OK, comprobado»
- 11:37:12 (Sonido de alerta)
- 11:37:21 Capitán: «OK tren y flaps arriba»
- 11:37:23 Primer oficial: «Si»
- 11:37:25 Capitán: «Confirma fallo de motor izquierdo»
- 11:37:26 Primer oficial: «Confirmado»
- 11:37:27 Capitán: «Apaga motor izquierdo»

Después de que el primer oficial apagara el motor izquierdo, el motor derecho comenzó a experimentar lo mismo. El capitán dijo entonces al primer oficial que habían perdido los dos motores. El capitán ordenó entonces al primer oficial que contactara con Marsa Brega para efectuar un aterrizaje de emergencia.
- 11:37:29 Capitán: «¡Oh, oh, Dios mío!»
- 11:37:33 Primer oficial: «¿Que pasa?»
- 11:37:34 Primer oficial: «Generadora derecha»
- 11:37:35 Capitán: «¡Ambos fallan, los dos motores fallan!»
- 11:37:39 Capitán: «¡Llama a Marsa Brega!»

La tripulación contactó entonces con la torre de Marsa Brega, solicitando un aterrizaje de emergencia. El capitán solicitó al primer oficial que reinicie los motores. Mientras se preparaban para un aterrizaje de emergencia (amerizaje), sonaron múltiples alertas en la cabina de mando. El capitán ordenó al primer oficial abrir la escotilla de emergencia. El control aéreo solicitó a la tripulación que confirme la emergencia. En el momento que el primer oficial confirmaba la emergencia el avión impactó con el agua.
- 11:38:30 Primer oficial: «¡Oh Señor! (¡Ya Rab!)»
- 11:38:32 Control Aéreo: «Confirme emergencia»
- 11:38:34 Primer oficial: «¡Emergencia!» (¡Fi Albahr!)
- 11:38:34 (Sonido de impacto y fin de la grabación)

El avión impactó con el mar a unos 5 kilómetros (3 mi) de Marsa Brega. La parte frontal de la aeronave quedó totalmente destruida. La cola del avión se separó del fuselaje en el impacto, quedando el resto en una actitud de 10° nariz arriba. Cuando el avión comenzó a hundirse, el agua comenzó a llenar la cabina. Un superviviente británico escapó después de golpear una de las ventanillas del avión cuando el avión comenzó a hundirse.
Las autoridades desplegaron de inmediato a los servicios de búsqueda y rescate. Al menos diecinueve personas fueron rescatadas del mar. Entre estas se encontraban diez libios, siete británicos y dos indios. Las labores de rescate se vieron entorpecidas por la mala meteorología. El portavoz del Ministerio de Transportes de Suiza, Hugo Schiltenhelm, recibió informes de que quince personas habían fallecido en la colisión. Barcos de pesca de la zona se unieron a las labores de rescate. Tanto el capitán como el primer oficial sobrevivieron al impacto, al contrario que el tripulante de cabina de pasajeros.

## Pasajeros y tripulación
Al menos treinta y ocho pasajeros y tres tripulantes se encontraban a bordo del vuelo, incluyendo tres niños y un bebé. El embajador del Reino Unido en Trípoli, Richard Dalton, confirmó que había trece británicos a bordo, cinco de los cuales habían perecido en el accidente. Entre el resto de pasajeros se contaban catorce libios, tres indios, dos canadienses, dos croatas, tres filipinos, y otras dos personas una de Túnez y otra de Pakistán.
| Nacionalidad | Pasajeros | Tripulantes | Total |
| ------------ | --------- | ----------- | ----- |
| Canadá       | 2         | 0           | 2     |
| Croacia      | 2         | 0           | 2     |
| India        | 3         | 0           | 3     |
| Libia        | 14        | 2           | 16    |
| Pakistán     | 1         | 0           | 1     |
| Filipinas    | 3         | 0           | 3     |
| Túnez        | 0         | 1           | 1     |
| Reino Unido  | 13        | 0           | 13    |
| Total        | 38        | 3           | 41    |

El capitán se trataba de un ciudadano libio de 42 años con un total de 8814 horas de experiencia de vuelo, de las cuales 3840 horas fueron en el Short 360. El primer oficial se trataba de un ciudadano libio de 49 años con un experiencia de vuelo total de 10422 horas, de las cuales 1950 fueron en el tipo implicado. La firma suiza Avisto, propietaria de la aeronave, afirmó que ambos pilotos fueron «veteranos y muy experimentados».

## Aeronave
La aeronave implicada en el accidente fue un Short 360, un avión turbohélice de vuelos regionales que fue fabricado en Belfast, Reino Unido. La aeronave estaba registrada en suiza como HB-AAM. La aeronave tenía 7138 hora de vuelo y estaba equipada con dos motores de Pratt & Whitney Canada y dos hélices de Hartzell Propeller.

## Investigación
Trabajadores de rescate fueron enviados al lugar del accidente para recuperar la grabadora de datos de vuelo (FDR) y la grabadora de voz de cabina (CVR), y posteriormente a rescatar restos del Short 360 durante los nueve días posteriores al accidente. La Oficina de Investigación de Seguridad en el Transporte de Suiza (STSIB), la Oficina de Investigación de Accidentes Aéreos británica (AAIB), y la Oficina Nacional de Seguridad en el Transporte americana (NTSB) se unieron a la Dirección de Aviación Civil Libia (LCAA) para investigar la causa del accidente. La AAIB también ofreció su instalación de Farnborough en Hampshire para analizar el contenido de las cajas negras.
El testimonio del controlador aéreo indicó que la tripulación había intentado realizar un aterrizaje de emergencia debido a fallo de motor. El equipo de investigación se centró entonces en el combustible de la aeronave, sospechando que este podría haberse agotado durante el vuelo. El comité de investigación, sin embargo, lo descartó, afirmando que la cantidad de combustible a bordo fue suficiente para que la aeronave pudiera llegar a su destino. Esta observación fue refrendada por los pescadores locales que se habían unido a los esfuerzos de búsqueda y rescate, quienes afirmaron que el combustible se estaba fugando del fuselaje de la aeronave.
El comité de investigación notó que la tripulación de vuelo estaba constantemente hablando del sistema del Fokker F-28 Fellowship, una charla no vinculada a su trabajo en el Short 360. El capitán del vuelo, quien había sido recientemente promocionado y había obtenido la habilitación del F-28, tenía previsto trasladarse para pilotar aviones Fokker F-28. El primer oficial también había sido promocionado al Fokker 28. Ambos miembros de la tripulación de vuelo discutieron durante bastante tiempo sobre los sistemas del F-28, ocupando este diálogo la gran mayoría del vuelo accidentado. Quizás a causa de esta distracción, la tripulación de vuelo no se percató de la acumulación de hielo que se estaba formando en el borde de ataque del ala. Cuando se percataron del hielo, la tripulación activó tanto el detector de hielo como el sistema antihielo del tubo pitot así como del ala de la aeronave. Sin embargo olvidaron activar el sistema antihielo de ingesta del motor.
Las condiciones meteorológicas en ruta le fueron proporcionadas a la tripulación en Trípoli. Dado que el clima de Libia tiende a ser templado y no suele suponer un riesgo para la aeronave, la tripulación no prestó mucha atención al informe meteorológico. El capitán del vuelo, quien sobrevivió al accidente, dijo a los investigadores que no había dispuesto del informe meteorológico y afirmó que los informes meteorológicos de otros aeropuertos libios no fueron correctos.
Los investigadores también revelaron que el único tripulante de cabina de pasajeros, de origen tunecino, no informó a los pasajeros que el cojín del asiento podría usarse como un dispositivo de flotación. Esto pudo haber contribuido al elevado número de ahogados entre las personas que fallecieron. Una de las principales funciones del tripulante de cabina de pasajero es informar a los pasajeros de los equipamientos de seguridad a bordo, incluyendo el uso del cojín del asiento como elemento de flotación como alternativa a los chalecos salvavidas.
Cuando los investigadores entrevistaron al capitán, afirmó que desconocía que los cojines de los asientos podían ser usados como elementos de flotación, pese a que había recibido previamente información al respecto. En este punto, los investigadores empezaron a preocuparse y comenzaron a revisar las leyes suizas y las regulaciones en equipamiento de seguridad aeronáutica. Avisto y otros miembros suizos dijeron que los dispositivos de flotación solo fueron requeridos para vuelos que volaran a cincuenta millas o más de tierra o que dónde se pudiera efectuar un aterrizaje con seguridad en el agua no se requería la presencia de chalecos salvavidas.
Aunque la aeronave no estaba equipada con chalecos salvavidas, la tarjeta de instrucciones de seguridad situada en la parte posterior de cada asiento instruía a los pasajeros a utilizar chalecos salvavidas en caso de amerizaje. Indicadores de «CHALECO SALVAVIDAS BAJO TU ASIENTO» también estaban claramente visibles.
Ambos motores fueron enviados al Reino Unido para su análisis, contando para este con tres especialistas del fabricante en la investigación. Su análisis concluyó que no existía fallo mecánico o estructural dentro de los motores, pese a los relatos de fallo de motor de los pasajeros supervivientes, tripulantes, y controladores aéreos. El comité de investigación examinó entonces una muestra de combustible de la aeronave, por si el combustible podía estar contaminado y por tanto provocar la pérdida de potencia de los motores, pero la conclusión fue que este no estaba contaminado. Entonces analizaron el comportamiento de la tripulación con el motor derecho después de la pérdida de potencia del motor izquierdo, pero sin encontrar evidencias que indicaran que la tripulación había obrado incorrectamente con los motores.
El comité de investigación centró entonces su atención en las condiciones meteorológicas en el transcurso del vuelo, encontrando que la aeronave había volado directamente hacia una tormenta. Según el manual de vuelo, la tripulación debía activar los sistema antihielo cada vez que se internaran en neblinas, nieblas, nubes, lluvia, nieve, granizo o cuando volasen a 500 pies del techo de nubes, entre otras condiciones de vuelo. Entonces encontraron que los sistemas antihielo de los motores de la aeronave no habían sido conectados mientras que la temperatura exterior llegaba a estar bastante por debajo de los 6 grados (C), la temperatura recomendada para empezar a operar los sistemas antihielo. El manual de vuelo de la aeronave decía que no debían confiar de las señales visuales de hielo antes de conectar el sistema antihielo de los motores. Afirmando que las consecuencias de no utilizar el sistema antihielo del motor hasta que el hielo fuera visible desde la cabina podría redundar en daños severos para el motor.
Aunque la altitud de engelamiento en aquel momento estaba situada en los 5200 pies y que la aeronave estuvo volando a temperaturas de −2 grados, el avión no tuvo sus sistemas antihielo conectados. La posibilidad de acumulación de hielo en el motor pudo haber estado presente hasta que el avión redujo su altitud hasta los 2000 pies o menos. En ese momento, el hielo se derritió, lo que posiblemente pudo inundar el motor, condición que finalmente provocó que los motores de la aeronave accidentada se apagaran. Este escenario pudo haber evitado si los encendedores del motor operativo hubiesen sido conectados después de la pérdida de potencia del primer motor. El motor operativo podría haber proporcionado potencia hasta que hubiera sido posible efectuar un aterrizaje seguro. Si se había producido acumulación de hielo en el motor, el panel de instrumentos podría haber alertado al piloto de que se estaba experimentando una elevación de temperatura en el motor. Aunque esto es algo que la tripulación debería haber notado, fracasaron en la identificación del problema descrito por esta alerta. La investigación afirmó que, dado que la temperatura no subió de un modo tan extremo como para captar la atención inmediatamente de la tripulación y que estaban distraídos en su charla sobre el funcionamiento del Fokker F-28, no se percataron del incremento gradual de la temperatura del motor.